# إلهام الرشيدي
إلهام الرشيدي (27 مارس 1985 -)، ممثلة مغربية تعيش في السعودية.

## أعمالها

### من المسلسلات
- 2008: عذاب.
- 2009: بيني وبينك 3.
- 2009: أيام السراب.
- 2010: طاش ما طاش 17.
- 2010: فيلم السقوط في الهاوية.
- 2012: طالع نازل.
- 2014: مسرحية تنازلات للزواج.
- 2018: العاصوف.
- 2019: سدرة.
- 2019: العاصوف. الجزء الثاني

## روابط خارجية
- إلهام الرشيدي على موقع قاعدة بيانات الأفلام العربية